# Parque de la Cordillera Litoral
El Parque de la Cordillera Litoral (en catalán, y de forma oficial, Parc de la Serralada Litoral) es un espacio natural protegido español situado en la provincia de Barcelona, Cataluña. Forma parte de la Red de Parques Naturales gestionados por la Diputación de Barcelona. El proceso de protección de la Cordillera Litoral entre las comarcas del Vallés Oriental y el Maresme fue iniciado a iniciativa de algunos ayuntamientos de la zona y culminó con la creación el 15 de mayo de 1992 del Consorcio de Protección y Gestión del Espacio Natural la Conreria-Sant Mateu-Céllecs, posteriormente ampliado con la denominación actual.Se rige por el Plan especial aprobado el 2004.
Después de la ampliación aprobada por Gobierno de la Generalidad el 9 de abril de 2013 protege 7.400 hectáreas, que incluyen parte de los términos municipales de Alella, Argentona, Cabrera de Mar, Cabrils, Martorelles, Montornés del Vallés, Òrrius, Premià de Dalt, La Roca del Vallès, Santa Maria de Martorelles, Teyá, Tiana, Vallromanes, Vilanova del Vallès y Vilassar de Dalt. Geográficamente, la zona corresponde al extremo norte de la Serralada de Marina. La altitud máxima del parque es el macizo de Céllecs que tiene 534 metros de altitud.

## Geografía
El Espacio Natural está constituido por tres unidades bien diferenciadas: la Conreria, el macizo de Sant Mateu y el macizo de Céllecs. En total es una superficie protegida de 4.053 ha, definidas en el Plan Especial aprobado en el año 2004.
La Cordillera Litoral constituye una cadena montañosa que se extiende de SO a NE con una altitud moderada que nunca sobrepasa los 600 m de altitud, pero que orográficamente es singular por el hecho de que se eleva rápidamente entre la costa marina y la plana del Vallés.
Estructuralmente forma parte de la llamada cadena costera catalana, que se origina a partir de la actividad tectónica compresiva en el paleógeno, y que a continuación, con una tectónica distensiva desde el neógeno hasta la actualidad, modela el sistema montañoso tal y como lo conocemos.
Las dos principales cuencas hidrográficas son las del río Besós (con los ríos Mogent y Besós como principales) que bordea la sierra litoral por la vertiente vallesana y la separa físicamente de la plana, y concentra un importante acuífero aluvial. Por el lado costero, el principal curso fluvial es la riera de Argentona que sobrepasa los 5 km de longitud.
El clima de la zona es netamente mediterráneo. Sin embargo, la proximidad de la cordillera a la lámina marina produce algunas variaciones entre la vertiente vallesana y la vertiente litoral.

## Vegetación
En condiciones normales, la cordillera estaría dominada por un despejado bosque de encinar litoral típico, mezclado con robles en los valles más encajados y sombríos. En los torrentes de las vertientes vallesanas podríamos encontrar alisares, y avellanedos en las partes más sombrías. En la vertiente del Maresme el déficit de agua sería más importante y los árboles caducifolios, como los chopos o los alisos, serían más escasos. En las zonas más bajas las rieras se volverían ramblas mediterráneas con pimienta silvestre, pero en la actualidad son principalmente zarzales. La intensa actividad humana desde tiempos remotos, como el artigar, el cultivo y el carboneo, ha ido reduciendo de manera considerable la superficie forestal primigenia y, al mismo tiempo, ha alterado la composición de las especies. El bosque de ribera, por ejemplo, fue sustituido por plantaciones artificiales de árboles de crecimiento rápido hasta que éstas dejaron de ser rentables. El paisaje vegetal característico que hoy podemos observar en la cordillera Litoral está dominado por árboles como el pino carrasco y el piñonero, y los robles al fondo del valle. Pese a todo, en reductos y zonas particulares encontramos una importante diversidad que evidencia el interés botánico de la cordillera.
Una de las comunidades más raras (pero también más genuinas) de la cordillera es el robledal de roble pubescente y africano.
El encinar litoral típico, con durillo y aladierno, crece en zonas reducidas de la cordillera que han sido poco alteradas. En la vertiente marítima aún se encuentran algunas arboledas de alcornoque con maleza de estepas que son reminiscencias de las extensas explotaciones de corcho existentes antiguamente.
Los suelos más pobres los ocupan prados secos de tipo sabanoides con herbazales de cerrillo y lastones.
el catálogo florístico de la zona es bastante rico, tal como lo demuestra el hecho de que se hayan contabilizado (solo en el espacio de la Conreria-Sant Mateu-Céllecs) un total de 67 especies de algas, 453 de hongos, 140 de líquenes, 85 de briófitos (musgos y hepáticas), 17 de pteridófitos (helechos) y 1083 de plantas superiores con flor.
En general, uno de los fenómenos que diversifica la flora es una cierta influencia del clima atlántico que fluye desde el Montseny hacia la costa. Por eso, pese a que son poco corrientes, encontramos acebos, evónimos o arces negros. En la cordillera hay 25 especies que presentan en este espacio su límite meridional de distribución por la península ibérica, unas 6 que tienen su límite septentrional y unas 32 especies consideradas muy raras en el conjunto de Cataluña y que presentan una reducida distribución en la cordillera. De éstas, 5 son endémicas.

## Fauna
La composición faunística de la cordillera Litoral no difiere demasiado de la de cualquiera de las sierras mediterráneas de los alrededores. Pese a todo, hay algunos elementos propios de lugares de localización más húmeda. Así lo demuestra la presencia de aves como el cagaaceite y el pinzón en algunos fondos de valle. Cabe decir, no obstante, que la estructura en mosaico que presenta el paisaje de la cordillera favorece la existencia de una notable variedad de comunidades animales. Así mismo, la ubicación geográfica de la Cordillera litoral, orientada en paralelo a la costa, la ha convertido en un espacio de referencia para las migraciones de las aves.
Solo en el espacio de la Conreria-Sant Mateu-Céllecs hay identificadas 8 áreas de especial interés faunístico, que abastan desde zonas fluviales como los valles del río Mogent hasta zonas forestales como la umbría de Sant Mateu.

## Historia
La presencia humana en la cordillera Litoral no ha podido certificarse durante el paleolítico. Sin embargo, los bancales del río Mogent podían haber sido un hábitat adecuado para establecer campamentos de caza. Los primeros vestigios son del neolítico medio reciente (3500-2500 a. C.), caracterizado por la cultura de los sepulcros de fosas de inhumación individual, de los que quedan restos en Cal Metge (Montmeló) y en la fosa de Can Cues (Alella). Del neolítico final calcolítico (2200-1800 a. C.), cuyo elemento más destacable es el megalitismo, encontramos las grandes galerías catalanas de Can Gol I, las pequeñas galerías como el dolmen de Can Planes, y algunas cámaras simples y cistas como Can Gol II (la Roca del Vallés) o el dolmen de la Roca d'en Toni (Vilasar de Dalt). El último elemento a destacar de este período es la presencia de pinturas rupestres en el gran bloque granítico de la Pedra de les Orenetes (la Roca del Vallés), en la que se ven representadas unas figuras rojizas y una figura humana central. También encontramos restos del neolítico en Vilasar de Dalt (Coves d'en Pau y de la Granota).
La Cordillera litoral se enmarca en el territorio de los layetanos, en el que encontramos numerosos testimonios de establecimientos ibéricos. A estas alturas podemos afirmar sin lugar a dudas que en ese momento histórico hubo un sistema social organizado que tenía como espacio vital la cordillera. La conexión visual entre los diferentes poblados del Vallés y el Maresme así lo demuestra: Burriac (Cabrera de Mar), Céllecs (la Roca del Vallés), Sant Miquel (Montornés del Vallés), la Cadira del Bisbe (Premiá de Dalt), Órrius, el Far, etc. Los íberos tenían una economía basada en los cereales y una completa organización social. El núcleo ibérico principal en la zona era Burriac, situado en un lugar elevado fácilmente defendible, y que con sus 10 o 15 hectáreas era uno de los más grandes de Cataluña. Iniciado hacia el siglo IV a. C., el momento de mayor esplendor fue el siglo II a. C., cuando exportaban vino y acuñaban monedas que llamaban Iluros.
Hacia el siglo I a. C. se produjo un proceso de abandono del poblado hacia el llano, producto del sistema socioeconómico impuesto por los romanos. La característica principal de la dominación romana fue la erradicación de los lugares elevados y la concentración de los habitantes en el llano. La presencia romana, especialmente en la zona del Maresme, fue muy importante, tal como lo demuestran las villas romanas -como por ejemplo Can Sentromà (Tiana), la vía romana que atraviesa el Coll de Parpers, etc.
Hacia el siglo X encontramos ya documentados algunos de los municipios actuales, como la villa de Martorellas, Villazari (Vilasar de Dalt) y Primiliano (Premiá de Dalt), o referencias de la casa de Sant Vicenç a Vall de Romanas.
A mediados del siglo XVI el censo de las poblaciones no parecía demasiado importante. De esta época destaca la necesidad de erigir sistemas de vigilancia y protección contra los desembarcos piratas, tal como evidencian algunas fortificaciones como la torre de defensa de Can Maians, en Vilasar de Dalt. Durante el siglo XVII, el cultivo de la vid y los cereales fueron notables. Hacia 1790, el vino de Vilasar de Dalt, Teyá, etc. fue definido por el viajero Zamora como uno de los mejores de la costa. La búsqueda de agua y su aprovechamiento, como nos demuestran las concesiones de agua del siglo XVIII -según los registros del Patrimonio Real- hechas en Alella, Tiana, Teyá, Argentona, etc. supuso un esfuerzo esencial para revitalizar la agricultura de la zona. La cordillera volvió a ser un espacio importante durante las guerras carlistas.
Los siglos XIX y XX, marcados por la llegada del tren, que recorría ambos lados de la cordillera, supuso una importante transformación tanto de los pueblos del eje del Besòs como de la costa. Aun así, los poblados de segunda línea, más situados en la sierra, continuaron siendo villas agrarias. (Lo cual no implica, en absoluto, que se escaparan de la transformación social que la industrialización introduciría en todo el país.
A principios del siglo XX, con la aparición del fenómeno del veraneo, algunos de los municipios de la sierra se beneficiarían de ello, aunque la máxima concentración se daría en la costa. Este fenómeno adquiriría un gran impulso a partir de los años 60 y lograría su punto álgido hacia finales de los 80.

## Actividades y programas

### Programa ‘Vive el parque’
"Vive el parque” es un programa coorganizado por el Área de Espacios Naturales de la Diputación de Barcelona con la colaboración de los ayuntamientos del ámbito de cada parque.
El programa ofrece una serie de actividades plásticas, escénicas, musicales, literarias, folclóricas y de difusión del patrimonio natural y cultural que se llevan a cabo, durante un determinado periodo del año, tanto en el interior de los parques como en los municipios que tienen su término municipal dentro de los límites del espacio protegido.
El programa incluye en cada edición un apartado específico, dirigido a los escolares de los municipios del parque.
El programa "Vive el parque” de la Cordillera Litoral tiene lugar durante los meses de septiembre y diciembre.

### Programa ‘El parque en la mesa’
“El parque en la mesa“ es un programa cultural-gastronómico promovido por la Diputación de Barcelona que da a conocer los productos naturales elaborados y producidos por restaurantes, bodegas y productores artesanos de las poblaciones dentro del ámbito de los parques en que se desarrolla.
Esta propuesta destaca, mediante la gastronomía, la viticultura y la elaboración artesana de productos, los valores naturales, culturales y paisajísticos de los parques que forman parte de la Red de Espacios Naturales. 
Los platos recomendados por los restaurantes, las bodegas que elaboran vinos con denominación de origen y los artesanos que elaboran diversos productos hacen referencia a los espacios naturales protegidos y a sus ciudades y pueblos y se abastecen de productos, naturales o de elaboración artesana, de estas regiones.
“El parque en la mesa” se desarrolla en el Parque del Garraf, el Parque de Olèrdola, el Parque del Foix, el Parque natural de San Lorenzo del Munt y del Obac y el Parque de la Cordillera Litoral.

## Enlaces recomendados
- Wikimedia Commons alberga una categoría multimedia sobre Parque de la Cordillera Litoral.
- Red de Espacios Naturales de la Diputación de Barcelona

- Datos: Q6062754
- Multimedia: La Conreria - Sant Mateu - Céllecs / Q6062754